# Conus fulgetrum
Espèce
Conus fulgetrum est une espèce de mollusques gastéropodes marins de la famille des Conidae.
Comme toutes les espèces du genre Conus, ces escargots sont prédateurs et venimeux. Ils sont capables de « piquer » les humains et doivent donc être manipulés avec précaution, voire pas du tout.

## Taxinomie

### Publication originale
L'espèce Conus fulgetrum a été décrite pour la première fois en 1834 par le naturaliste, illustrateur et conchyliologiste britannique George Brettingham Sowerby I,.

### Synonymes
- Conus (Virroconus) fulgetrum G. B. Sowerby I, 1834 · appellation alternative
- Virroconus fulgetrum (G. B. Sowerby I, 1834) · non accepté